# Riacho Aldeia
Riacho Aldeia är ett vattendrag i Brasilien.   Det ligger i delstaten Maranhão, i den östra delen av landet, 1 100 km norr om huvudstaden Brasília.
Omgivningarna runt Riacho Aldeia är huvudsakligen savann. Runt Riacho Aldeia är det mycket glesbefolkat, med 2 invånare per kvadratkilometer.